# 来王殿
来王殿为位于中国浙江省绍兴市越城区下大路101号的一处清代建筑，原为太平天国将领来王陆顺德府第，大部分建筑毁于抗日战争时期，现仅存门厅、第二进前的石库门楼及西厢房，其中门厅原为九间，现存明间及西侧四间，石库门楼两侧的石柱上存有云龙纹彩绘、额坊上存有人物浮雕。

## 图集

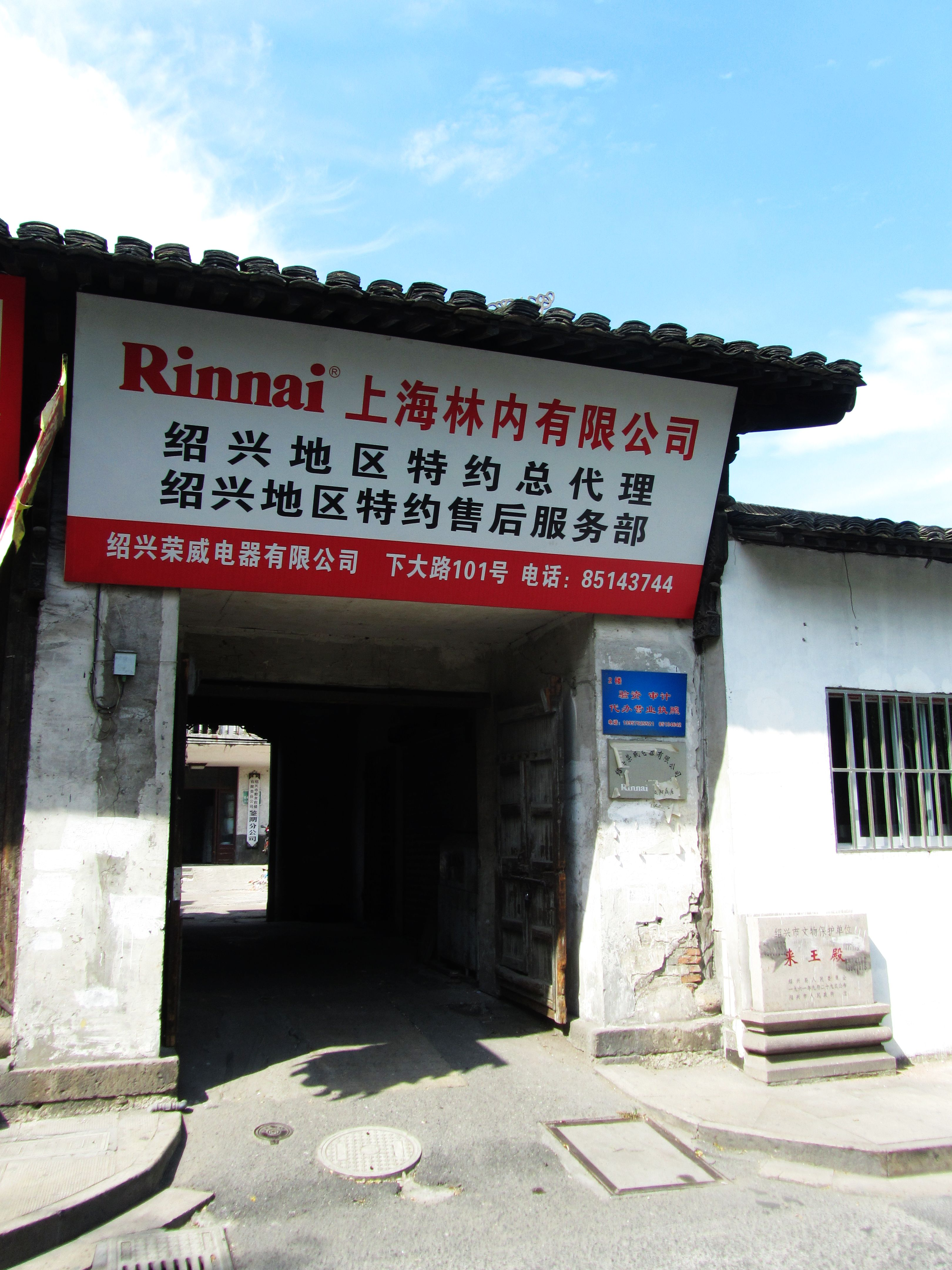
来王殿大门
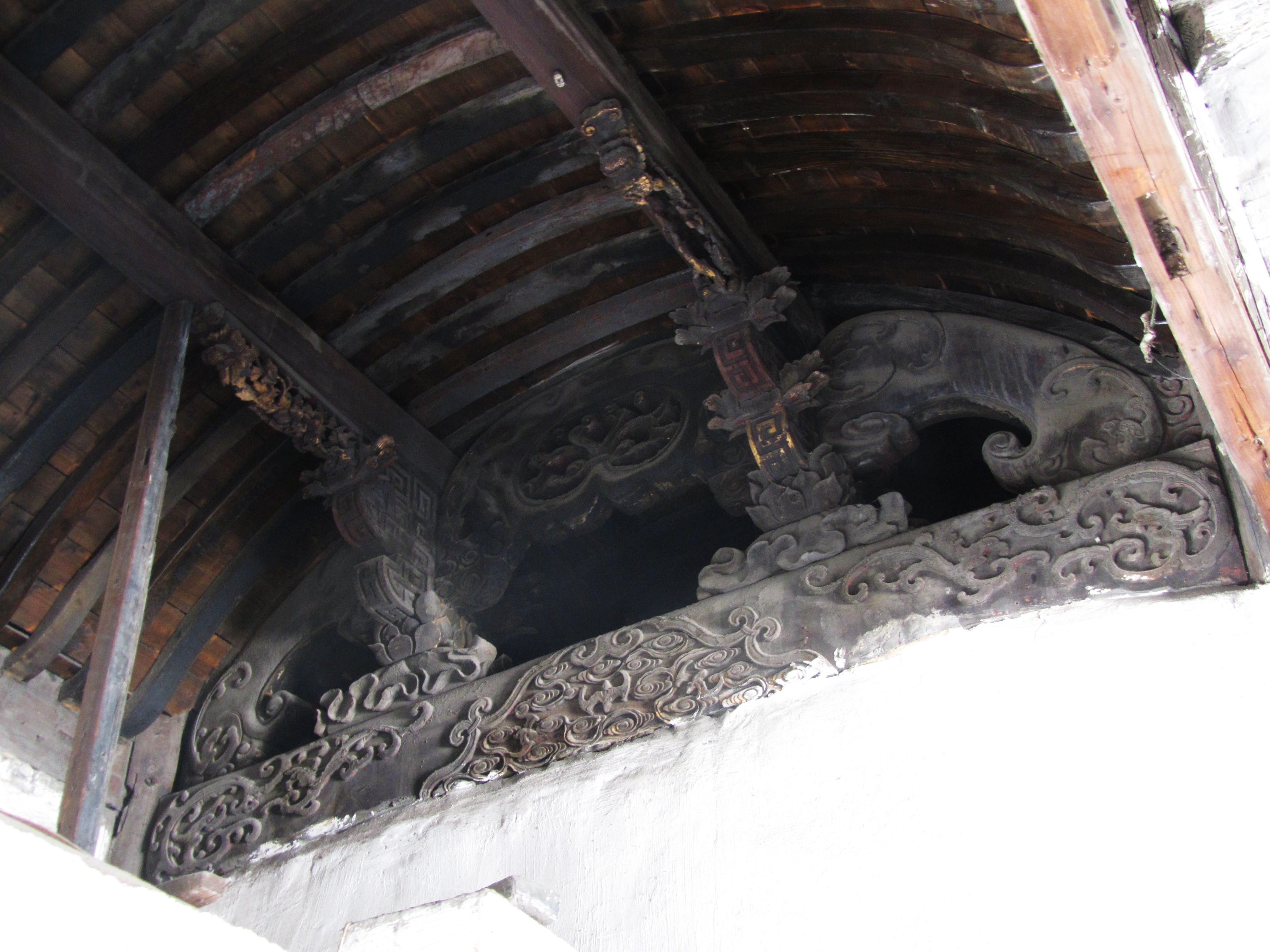
来王殿雕花梁架，烫金尚未完全褪色
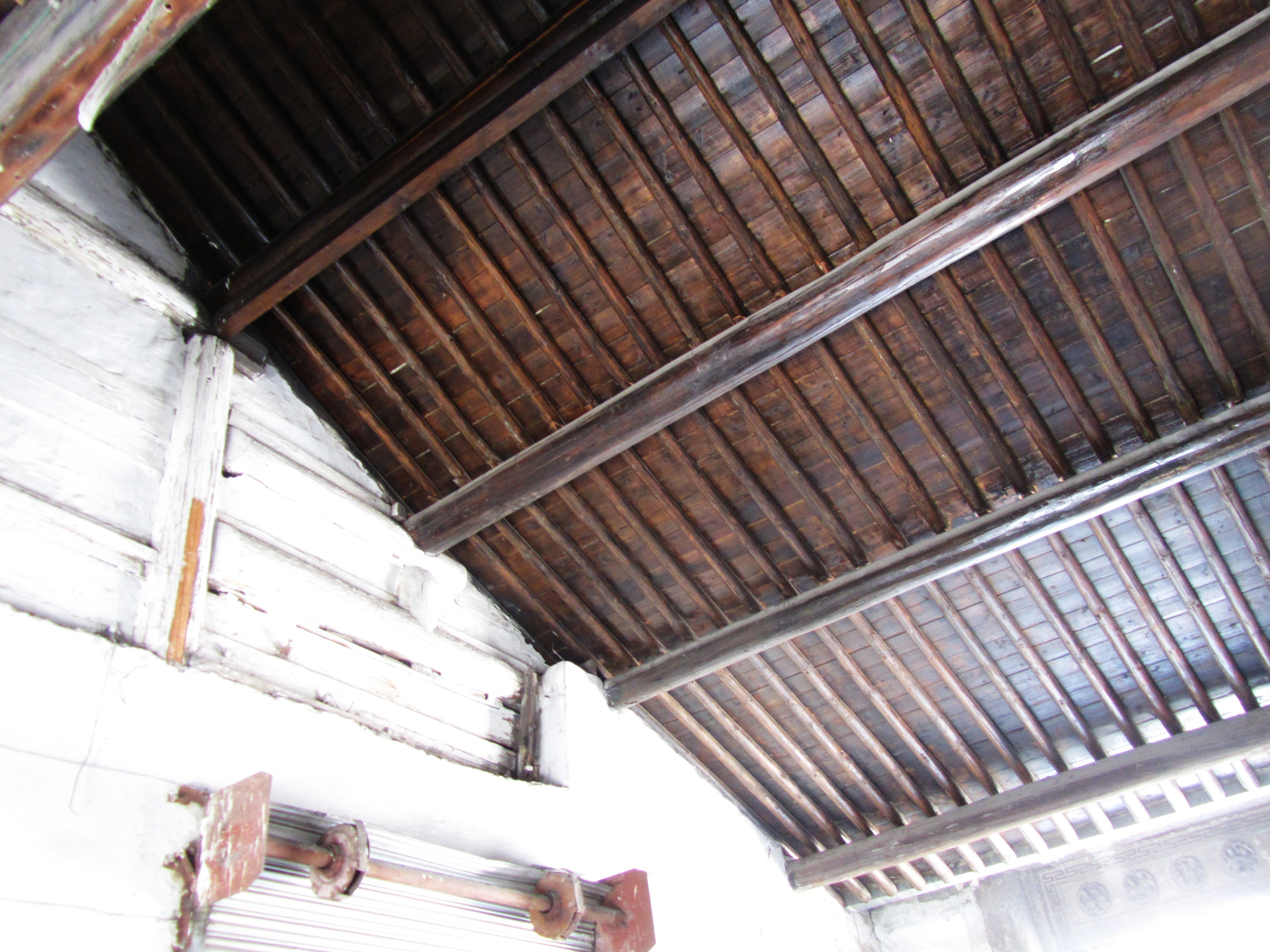
来王殿檩和椽